# فيليب شويلر
فيليب جون شويلر (بالإنجليزية: Philip Schuyler)‏ (1733-1804)، هو جندي وسياسي أمريكي وأحد أبطال حرب الاستقلال.
ولد شويلر في ألباني في مقاطعة نيويورك، وهو من أبناء عائلة شويلر المزدهرة، وحارب في الحرب الفرنسية والهندية. فاز في انتخابات مجلس ولاية نيويورك في عام 1768 وانتخابات الكونغرس القاري في عام 1775. خطط لحملة الجيش القاري لغزو كيبيك عام 1775، ولكن تدهور صحته أجبره على تفويض قيادة الغزو إلى ريتشارد مونتغومري. وأعد دفاع الجيش القاري عن حملة ساراتوجا في عام 1777، لكنه حل محله الجنرال هوراشيو غيتس كقائد للقوات القارية في الميدان. استقال شويلر من الجيش القاري في عام 1779.
خدم شويلر في مجلس شيوخ ولاية نيويورك في معظم عقد 1780 وأيد التصديق على دستور الولايات المتحدة. مثل نيويورك في الكونغرس الأول للولايات المتحدة ولكنه خسر انتخابات مجلس الشيوخ في الولاية عام 1791 إلى آرون بور. فاز في انتخابات مجلس الشيوخ الأمريكي في عام 1797 وتبع الحزب الفدرالي. استقال بسبب سوء صحته في العام التالي. وهو والد إليزابيث شويلر هاملتون وحمو وزير الخزانة ألكسندر هاملتون.

## بدايات حياته
ولد شويلر في ألباني، نيويورك، في 11 نوفمبر 1733. وكانت عائلة شويلر قد بدأت في العالم الجديد من قبل فيليب بيترز شويلر (مات 1683)، الذي هاجر من أمستردام في عام 1650، والذي أصبح ابنه بيتر شويلر (1657 – 1724)، أول عمدة لمدينة ألباني ورئيس مجلس المفوضين الهنود في المحافظة. كانت العائلة إحدى أغنى وأقوى العائلات في المستعمرة وكانت وثيقة الصلة بالزواج إلى عائلات فان رينسلارز وفان كورتلاندس وممثلين آخرين من الأرستقراطية الهولندية القديمة. خدم فيليب شويلر في الجيش الإقليمي أثناء حرب السنوات السبع، أولا كقائد ولاحقا كنائب مفوض برتبة رائد، ولعب دورا في معارك بحيرة جورج (1755)، نهر أوسويغو (1756)، تيكونديروغا (1758) وحصن فرونتيناك (1758). ومن 1768 إلى 1775 مثل الباني في جمعية نيويورك، وكان على ارتباط وثيق بعائلة ليفنغستن في قيادة حزب المشيخيين أو الويغ.

## حرب الاستقلال
كان مندوبا للكونغرس القاري الثاني في مايو 1775، وفي 19 يونيو اختير كأحد الجنرالات الرئيسيين الأربعة في الجيش القاري. ووضع في قيادة القسم الشمالي لنيويورك، وأسس مقرا في ألباني، وقام بتحضيرات لاحتلال كندا. بعد أن بدأت الحملة مباشرة أصيب بالنقرس الروماتزمي، وانتقلت القيادة الفعلية إلى الجنرال ريتشارد مونتغومري. وعاد شويلر إلى تيكوندروغا ولاحقا إلى ألباني، حيث قضى شتاء 1775-1776 في جمع تجهيز والمؤن إلى كندا وفي قمع الموالين للملك وحلفائهم من الهنود في وادي موهوك.

### خلافاته مع الجيش
عند موت مونتغومري وفشل احتلال كيبيك وتراجع الجيش نحو كراون بوينت، حل الجنرال هوراشيو غيتس محل الجنرال جون سوليفان. وطالب غيتس بالأسبقية على شويلر، وعند إخفاقه في تأمين هذا الاعتراف، خطط ليتسبب بطرد شويلر. وأوصل الخلاف إلى الكونغرس. وتم تضخيم الانسحاب الضروري للجيش من كراون بوينت في 1776 وإخلاء تيكونديروغا في 1777 من قبل أعداء شويلر إلى تحرك عسكري تقهقري، وتمت تنحيته في 19 أغسطس 1777. وعين مجلس عسكري في 1778 برأه من كل التهم.

## سنواته الأخيرة
استقال من الجيش في أبريل 1779. وكان مندوب نيويورك في الكونغرس القاري في 1779-1781، وسيناتور الولاية في أعوام 1781-1784,1786-1790 و1792-1797. في عام 1788 انضم إلى صهره ألكساندر هاملتون، وجون جاي وآخرين في قيادة لحركة التصديق على الدستور الاتحادي في نيويورك. خدم في مجلس الشيوخ الأمريكي كإتحادي من عام 1790 إلى 1791 وانتخب ثانية في 1797، لكنه استقال في يناير 1798 بسبب اعتلال صحته. هو كان فاعلا أيضا لعدة سنوات كمفوض هندي وماسح عام وساعد بحل نزاعات حدود نيويورك مع ماساتشوستس وبنسلفانيا. هيأ الخطط لبناء قناة بين نهر هادسن وبحيرة شامبلين قبل العام 1776، وفي 1792-1796، تابع بنجاح مخطط إيصال نهر هادسن ببحيرة أونتاريو عن طريق وادي موهوك وبحيرة أونيدا ونهر أونونداغا. مات في ألباني في 18 نوفمبر 1804.

## عائلته
الأفراد البارزون الآخرون في العائلة كانوا: مونتغومري شويلر (1814-1896) وابن عمه أنتوني (1816-1896)، وهم رجال دين أسقفيون بروتستانتيون؛ جورج واشنطن شويلر (1810-1888)، أمين صندوق ولاية نيويورك في أعوام 1863-1865 وجامعة كورنيل في أعوام 1868-1874 ومؤلف كتاب نيويورك الإستعمارية: فيليب شويلر وعائلته Colonial New York: Philip Schuyler and his Family (من جزئين، 1885)؛ ابنه يوجين (1840-1890)، الذي قضى زمنا طويلا في السلك القنصلي والدبلوماسي للولايات المتحدة، والذي ترجم بعضا من روايات تورغينيف وتولستوي وألف كتاب بيتر الأعظم Peter the Great عام 1884 ومؤلف الدبلوماسية الأمريكية وتعزيز التجارة American Diplomacy and the Furtherance of Commerce عام 1886؛ ومونتغومري (1843 - 1914) ابن أنتوني، وصحفي وكاتب على الهندسة المعمارية.

## روابط خارجية
- فيليب شويلر على موقع الموسوعة البريطانية (الإنجليزية)
- فيليب شويلر على موقع إن إن دي بي (الإنجليزية)